# فینال جام اتحادیه فوتبال انگلستان ۲۰۱۱

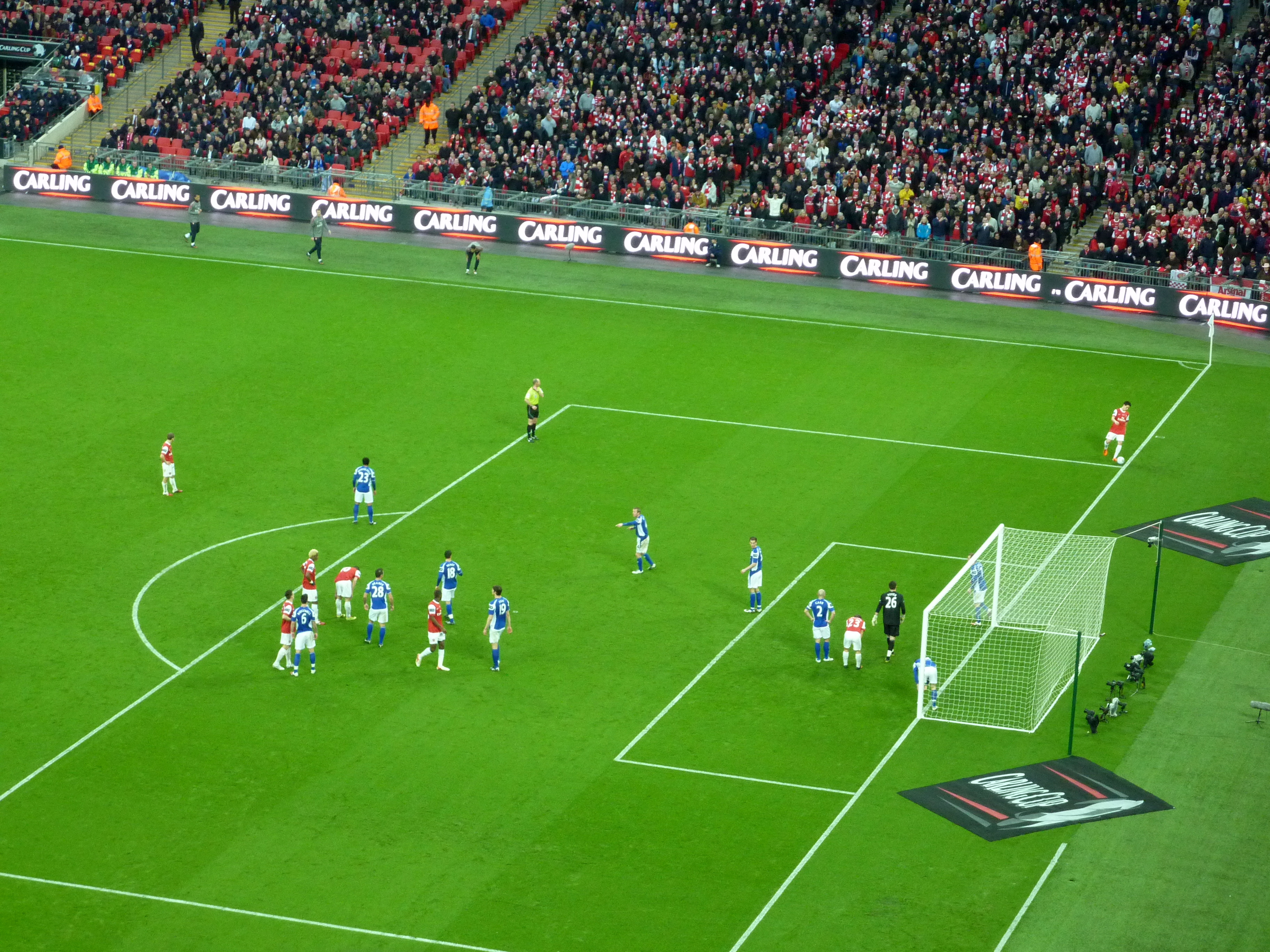
نمایی از بازی فینال جام اتحادیه فوتبال انگلستان ۲۰۱۱

فینال جام اتحادیه فوتبال انگلستان ۲۰۱۱، رقابت پایانی جام اتحادیه فوتبال انگلستان در سال ۲۰۱۱ میلادی است که مابین دو تیم باشگاه فوتبال بیرمنگام سیتی و باشگاه فوتبال آرسنال در ورزشگاه ومبلی لندن برگزار شده‌است.
این مسابقه که در تاریخ ۲۷ فوریه ۲۰۱۱ انجام شده‌است با نتیجه ۲ بر ۱ به سود تیم باشگاه فوتبال بیرمنگام سیتی به پایان رسید.